# Gausberto
Gausberto (? – 931) fue conde de Ampurias y del Rosellón (915-931).

## Biografía
Hijo de Suñer II de Ampurias y hermano de Benció. Tras la muerte de su padre en 915 gobernó los dos condados con la ayuda de su hermano que murió en 916, pasando él a regir ambos condados.
En tanto que su padre acudió a visitar al rey de los francos para rendirle homenaje, Gausberto no cumplió con esta regla de cortesía marcando, de esta manera, la independencia de la Marca Hispánica hacia el reino franco.
En 927 reedificó San Martín de Ampurias. También participó en una campaña, junto con el marqués de Gotia, contra la invasión magiar en el año 924 defendiéndose de los ataques sarracenos.
Se casó con Trudegarda, de cuya unión nacieron:
- Suñer
- Gausfredo I de Ampurias (? – v991), conde de Rosellón y conde de Ampurias
- Ermengarda de Ampurias (? – 994), casada con el conde de Cerdaña y de Besalú Oliba Cabreta[1]